# Altstadt (Braunschweig)

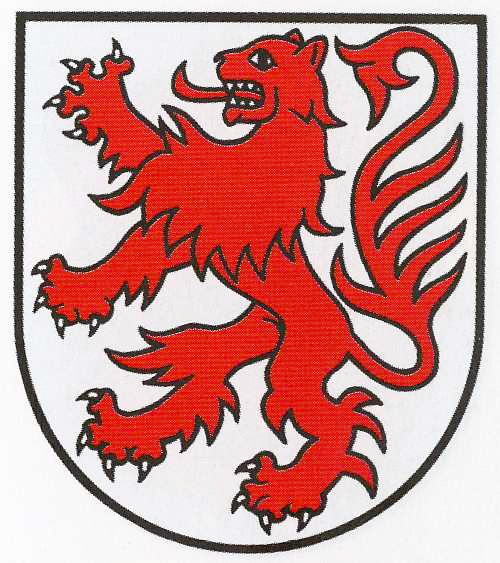
Wappen des Weichbildes Altstadt

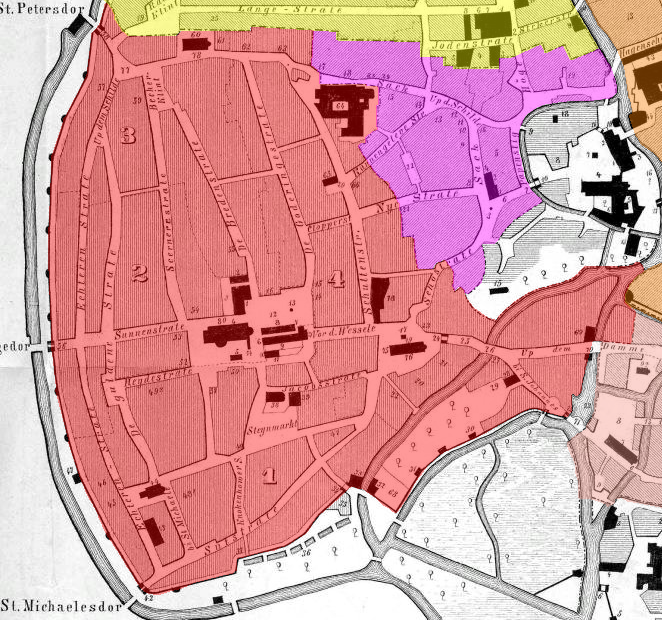
Das Weichbild Altstadt um 1400 (rot dargestellt)

Die Altstadt war eines von fünf eigenständigen Weichbilden der heutigen Braunschweiger Innenstadt.
Die Altstadt bestand bis zur Vereinigung mit den anderen vier Weichbilden (Altewiek, Hagen, Neustadt und Sack) im Jahr 1671, dem Jahr, in dem Braunschweig seine Unabhängigkeit infolge der welfischen Inbesitznahme verlor.

## Geschichte
Gemeinsam mit Altewiek bildet die Altstadt den ältesten Bereich Braunschweigs. Bereits im 11. Jahrhundert befand sich am westlichen Ufer der Oker im Bereich des heutigen Kohlmarkts eine Kaufmannssiedlung, sie entstand um das Jahr 1000. Heute wird sie als Kohlmarktsiedlung bezeichnet. 1036 wurde die Ulricikirche auf dem Kohlmarkt geweiht (1544 wegen Baufälligkeit abgerissen). Um 1050 wurde die Altstadt entlang der Breiten Straße erweitert. Nach 1100 wurde erstmals am Altstadtmarkt gesiedelt. Wahrscheinlich um 1117 erhielt die Altstadt das Stadtrecht. 1158 wurde die Michaeliskirche errichtet. Nach 1160 wurde die Altstadt befestigt. 1198 wurde der Bau der Altstädter Pfarrkirche St. Martini begonnen. Um 1200 bildete sich der Rat der Altstadt. 1253 wurde mit dem Bau des Westflügels des neuen Altstadtrathauses am Altstadtmarkt begonnen, der Nordflügel folgte um 1450.
1269 einigten sich die Weichbilde Altstadt, Neustadt und Hagen dahingehend, einige ihrer Angelegenheiten in einem gemeinsamen Rat zu verwalten. Davon abgesehen blieben die Einzelgemeinden jedoch autonom und behielten ein je eigenes Rathaus. Um 1290 wütete in der Altstadt ein Großbrand. 1303 wird das Altstädter Gewandhaus erstmals erwähnt und 1354 wurde die Waage der Altstadt auf dem Kohlmarkt errichtet. 1408 wurde der Altstadtmarktbrunnen auf dem Altstadtmarkt aufgestellt.
1671 wurden die Weichbildräte abgeschafft, und somit hörte das selbstständige Weichbild Altstadt auf zu existieren.

## Wappen
Beschreibung: Im silbernen Schild ein roter aufrechter rotgezungter schwarzbewehrter Löwe.

## Fotos

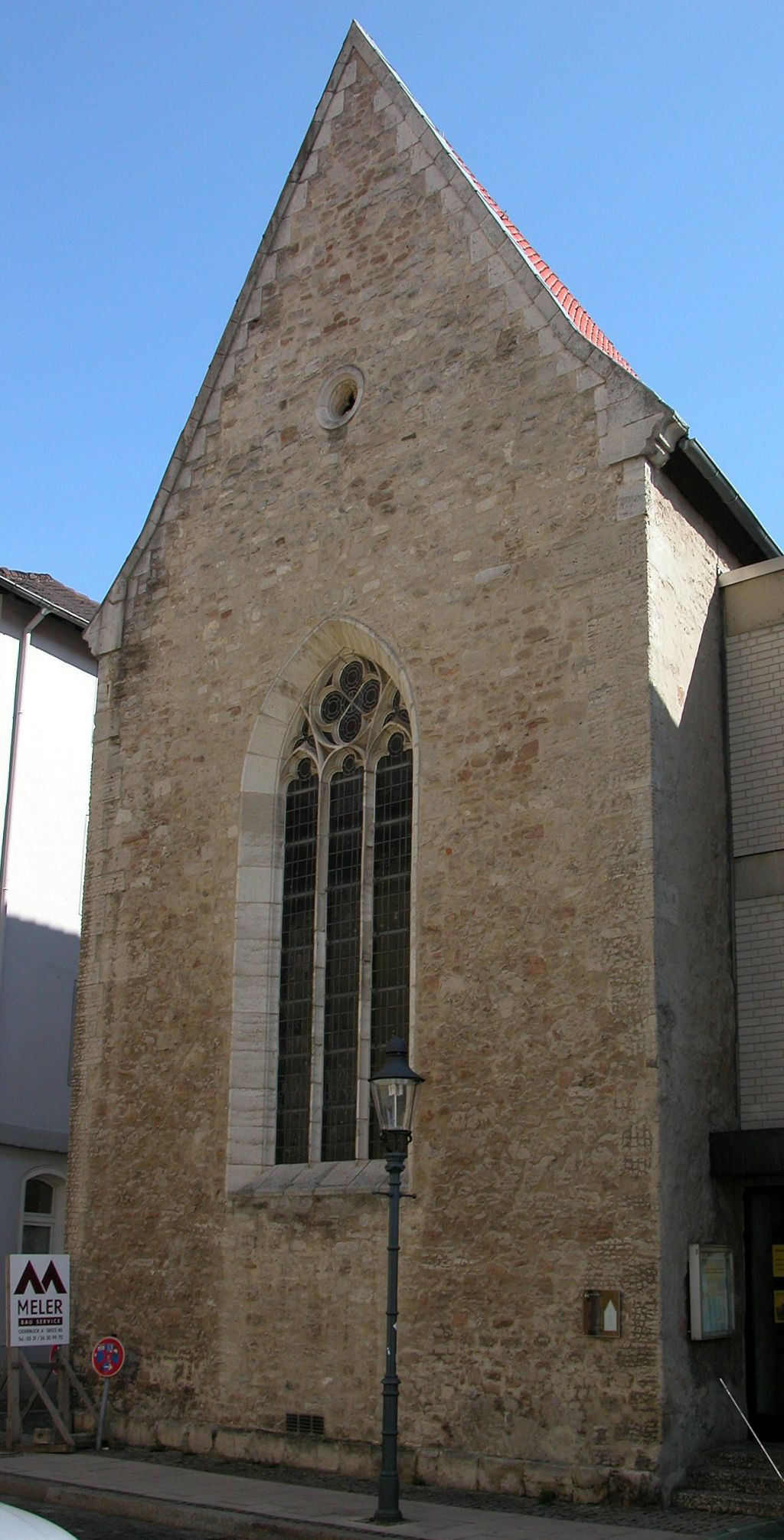
Die Jakobskirche – Nachbau der ältesten Kirche der Altstadt
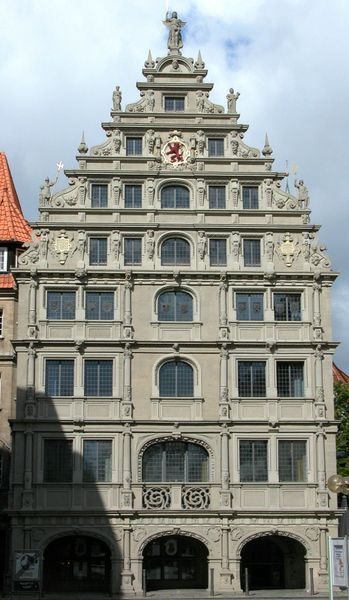
Ostfassade des Gewandhauses
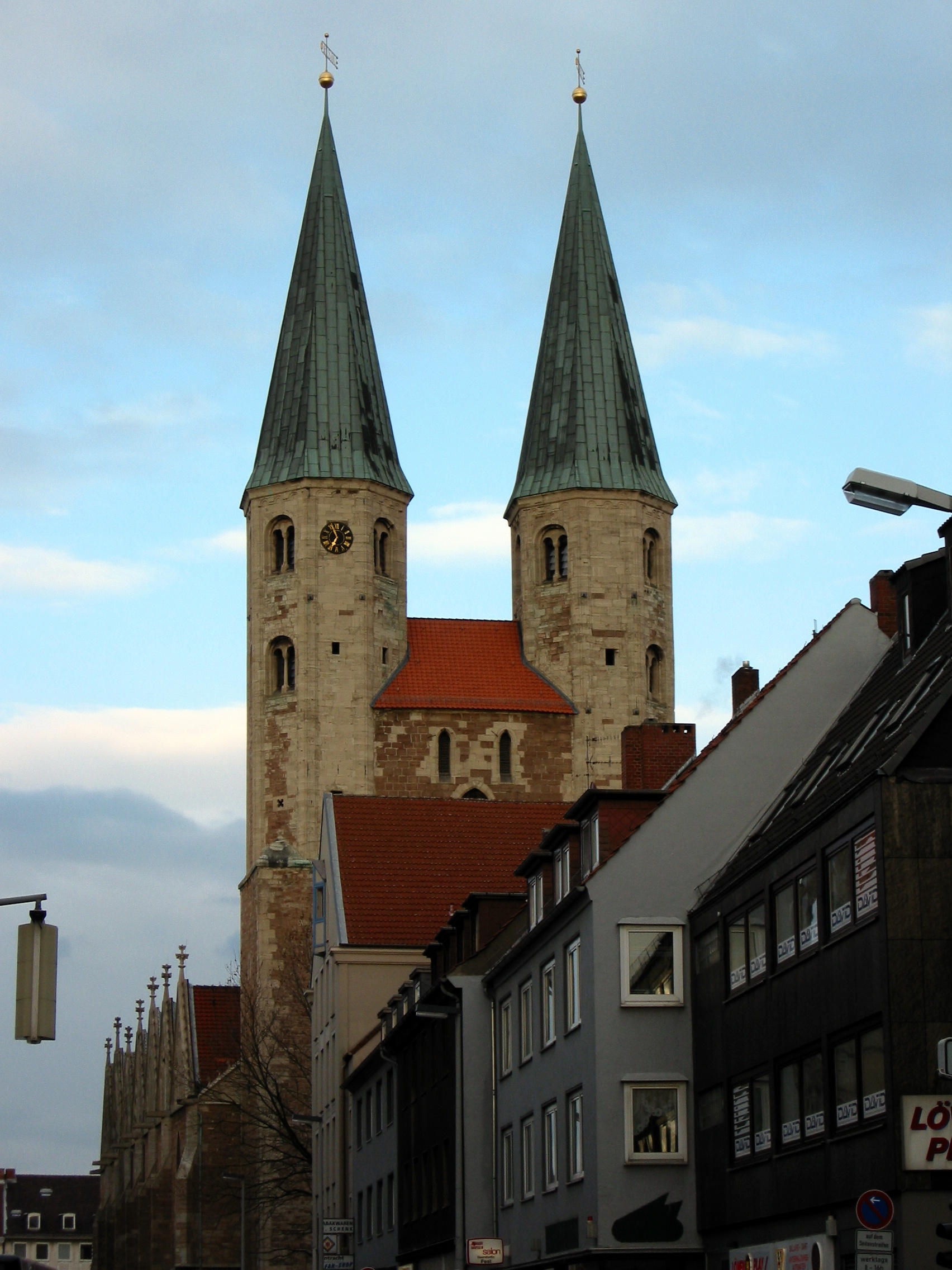
Altstädter Pfarrkirche St. Martini
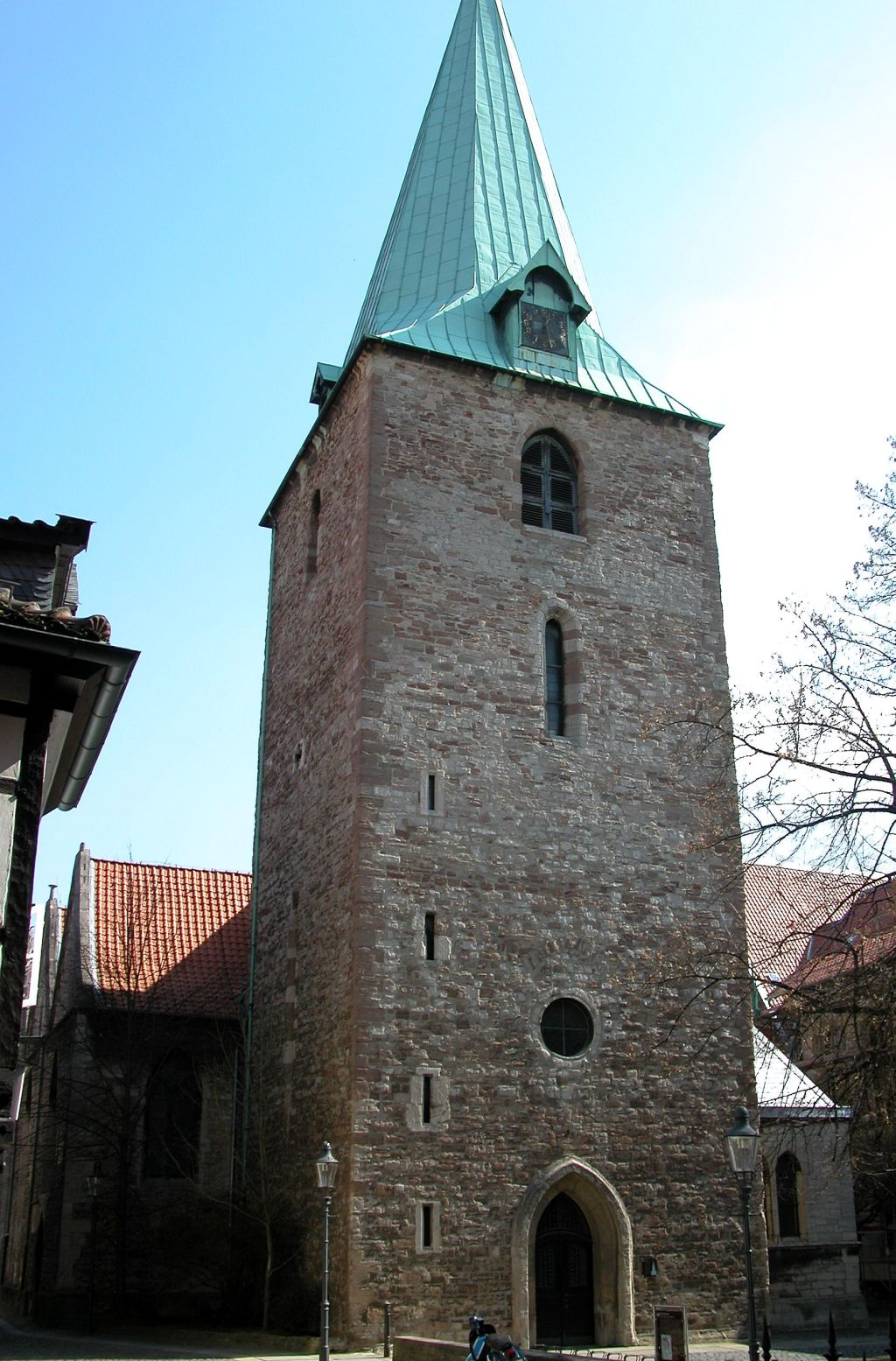
Michaeliskirche
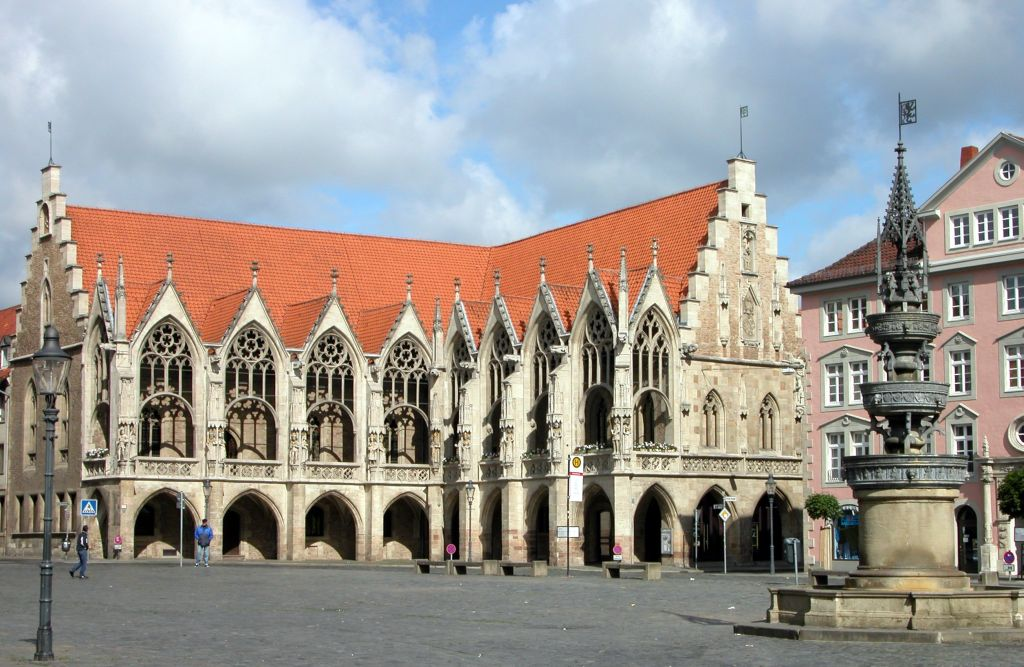
Altstadtmarkt mit Altstadtmarktbrunnen und Altstadtrathaus
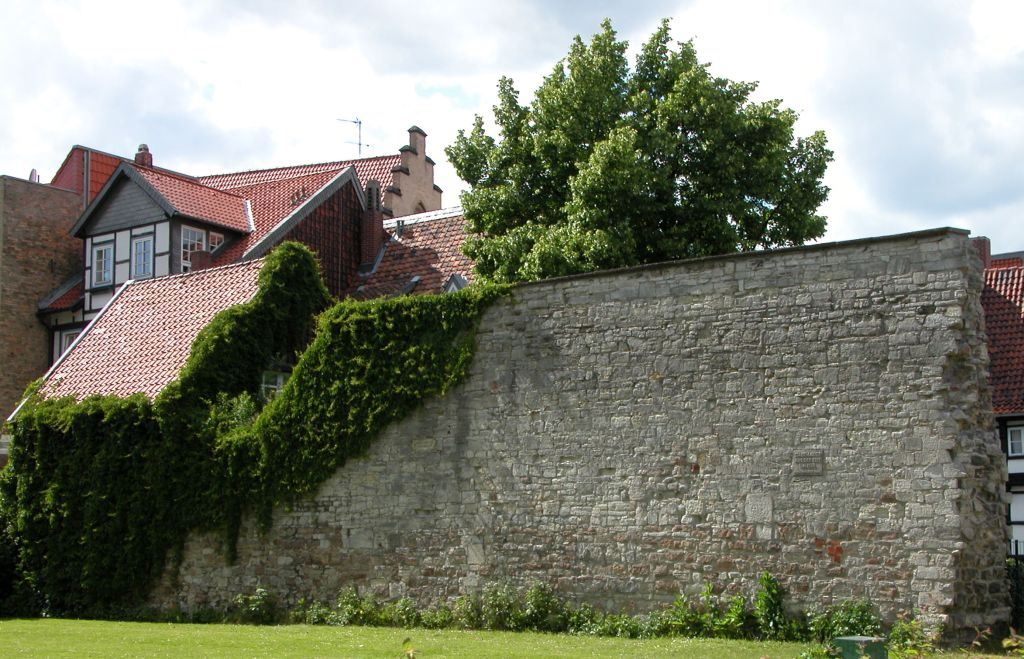
Reste der mittelalterlichen Stadtmauer aus dem 15. Jahrhundert am Prinzenweg
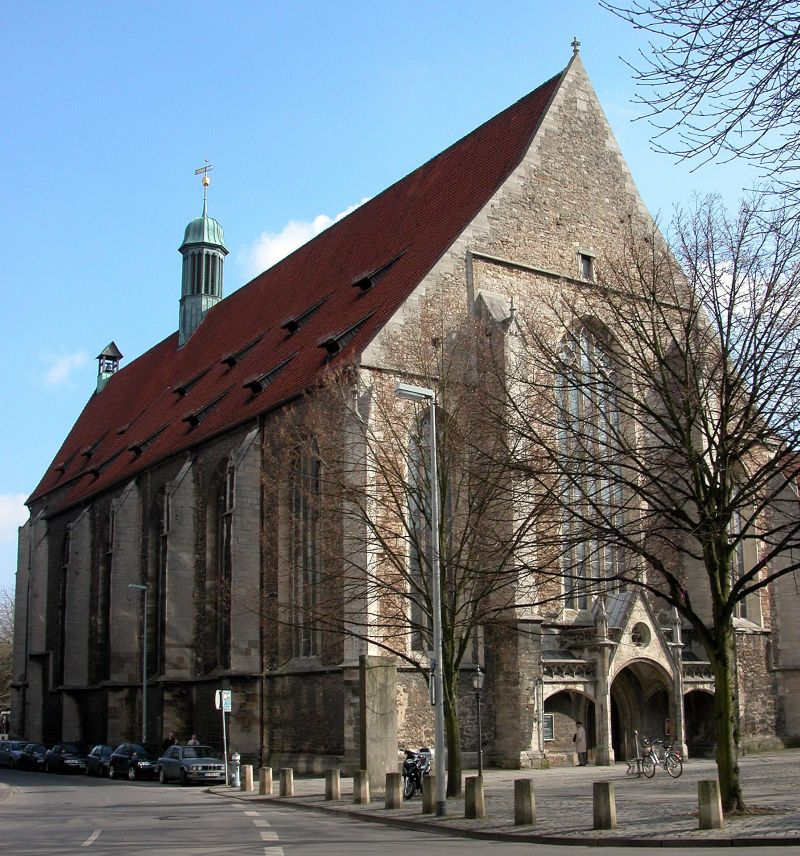
Brüdernkirche (St. Ulrici, II.)
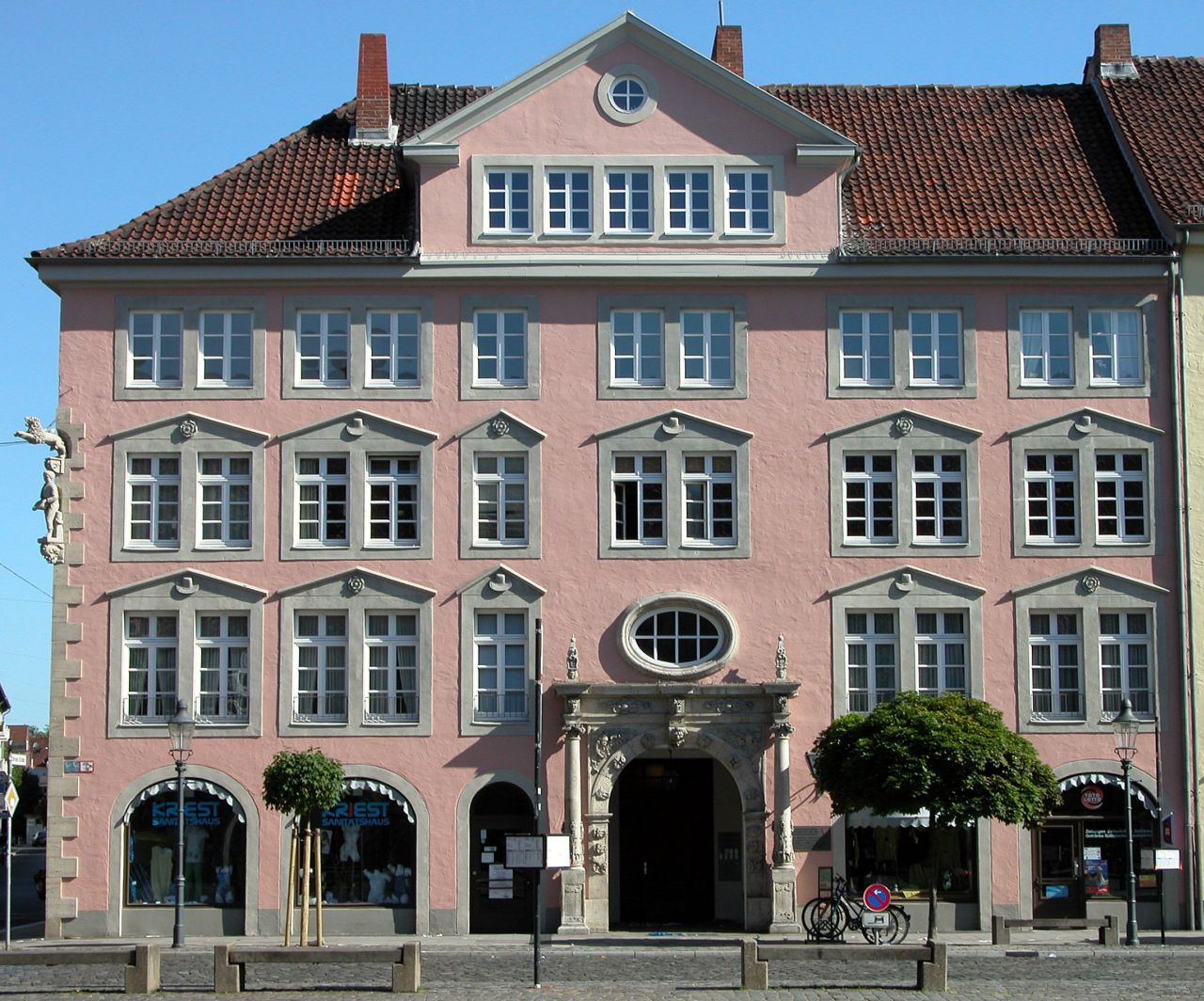
Stechinelli-Haus Frontansicht